# Etapa departamental del Cusco 2025
La Etapa Departamental del Cusco 2025 es un torneo de fútbol que forma parte de la Copa Perú 2025, en el que participan los equipos campeones y subcampeones de las ligas provinciales del departamento del Cusco. Los tres mejores equipos clasificarán a la Etapa Nacional, donde competirán por ascender a la Liga 2 y Liga 3 del fútbol peruano en 2026.

## Organización
El torneo es organizado por la Liga Deportiva Departamental de Fútbol del Cusco (LIDEFCU), bajo la supervisión de la Federación Peruana de Fútbol (FPF). Su reglamento se rige por las bases establecidas en el Sistema Nacional de Campeonatos y el Reglamento de la Copa Perú.

## Inicio del torneo
El proceso comenzó con la primera reunión de delegados el sábado 21 de junio de 2025, donde se aprobaron las bases del certamen, se definieron los grupos y se establecieron los aspectos organizativos, como:
- Plazos de inscripción.
- Requisitos para los clubes participantes.
- Régimen económico (derechos de inscripción, multas, garantías).
- Sanciones por incumplimiento.
- Logística de partidos y estadios.

## Equipos participantes
Participan los campeones y subcampeones de las 13 provincias del Cusco, siempre que hayan cumplido con los requisitos de inscripción antes del viernes 27 de junio de 2025. Sin embargo, se establecieron las siguientes excepciones:
Provincias con menos de 6 equipos en su liga local solo estarán representadas por su campeón provincial, excluyendo al subcampeón. Las provincias afectadas por esta regla fueron:
- Paruro
- Canas
- Acomayo

Adicionalmente, el club Juventus Quiquijana, del distrito de Quiquijana (provincia de Quispicanchi), participará en la Etapa Departamental 2025 a pesar de no haber disputado encuentros en las fases distrital ni provincial del presente año. Esta participación se fundamenta en una resolución emitida en 2024, cuando el club fue eliminado por motivos administrativos (falta de actualización de sus registros públicos). Dicha resolución incluyó una disposición excepcional que le otorgaba la clasificación directa a la Etapa Departamental del año siguiente (2025) como medida compensatoria.

## Formato de competencia
El torneo seguirá una estructura similar a la edición 2024, dividiéndose en las siguientes fases:

### 1. Fase de grupos
- 6 fechas (todos contra todos en grupos designados).
- Clasifican a la siguiente fase:
  - Primeros de cada grupo.
  - Los 2 mejores segundos lugares.
- Total de clasificados: 8 equipos.

### 2. Fase Final (Eliminación directa)
- Cuartos de final: Partidos de ida y vuelta (2 fechas).
- Semifinales: Partidos de ida y vuelta (2 fechas).
- Final: Partido único (1 fecha).

## Clasificación a la Etapa Nacional
Los tres primeros equipos del torneo (campeón, subcampeón y tercer lugar) obtendrán el derecho de representar al departamento del Cusco en la Etapa Nacional de la Copa Perú 2025, donde competirán por:
- 2 cupos a la Liga 2 2026.
- 4 cupos a la Liga 3 2026.

## Aspectos destacados
Garantías económicas: Cada club debió depositar S/. 1,000 como garantía antes del inicio del torneo.
Sanciones: Se aplicarán multas por inasistencia a reuniones (S/. 100), walkover (S/. 1,200) y reclamos (S/. 2,000).
Identificación de jugadores: Todos los futbolistas deben presentar su DNI original o carné de jugador antes de cada partido.
La Etapa Departamental del Cusco 2025 definirá a los representantes del departamento en la lucha por el ascenso a la Primera División del Perú. El torneo promete alta competitividad, con equipos provenientes de las distintas provincias cusqueñas buscando un lugar en la siguiente fase del certamen nacional.   

## Equipos participantes
| Provincia         | Campeón                     | Grupo | Av | Subcampeón              | Grupo | Av |
| ----------------- | --------------------------- | ----- | -- | ----------------------- | ----- | -- |
| Calca             | Sr. Justo Juez de Occoruro  | A1    |    | Unión Porvenir Coya     | B7    | FG |
| Paruro            | Deportivo Tik'ahuerta       | A1    | FG |                         |       |    |
| Chumbivilcas      | Nvo. Amanecer de Pfuyani    | A2    | CF | Chilloroya              | B6    | FG |
| Anta              | FBC Rio Blanco Sauceda      | A2    | FG | Dep. Audaces Jhunior    | B5    | FG |
| Canas             | Dep. Cult. Wiñay Llaqta     | A3    | FG |                         |       |    |
| Quispicanchis     | Universitario Junior        | A3    | FG | Dep. Real Pachatusan    | B6    | FG |
| Acomayo           | Dep. Racing Ccayocca        | B5    | FG |                         |       |    |
| Urubamba          | DSC Lider Ollanta           | B5    | CF | Social Santa Ana        | A2    | FG |
| La Convención     | Dep. Municipal de Megantoni | B5    | CF | Dep. At. Palma Real     | A3    | CF |
| Cusco             | C.I. Sport Liberales        | B6    | FG | CA Universidad Andina   | A3    | FG |
| Canchis           | Dep. Vinicunca FC           | B6    |    | Deportivo Qquehuar      | A1    | FG |
| Espinar           | Juv. Estrellas Chila        | B7    | FG | Unión Social Pacopata   | A1    |    |
| Paucartambo       | Municipal de Challabamba    | B7    |    | Social Deportivo Patria | A2    | FG |
| Proviene del 2024 | Dep. Juventus Quiquijana    | B7    | FG |                         | .     |    |

Av(Avanzó hasta): FG(Fase de grupos), CF(Cuartos de final), SF(Semifinal), F(Final) 

## Primera etapa - Fase de grupos

### Grupo A - Subgrupo 1
| Fecha | Día        | Hora  | Equipo 1                   |   | Equipo 2                   |   | Estadio           | Obs  |
| ----- | ---------- | ----- | -------------------------- | - | -------------------------- | - | ----------------- | ---- |
| 1     | 29/06/2025 | 14:30 | Deportivo Qquehuar         | 1 | Sr. Justo Juez de Occoruro | 2 | Tupac Amaru       | Inf  |
| 1     | 29/06/2025 | 15:00 | Unión Social Pacopata      | 1 | Deportivo Tik'ahuerta      | 0 | Mun. Espinar      |      |
| 2     | 06/07/2025 | 15:00 | Sr. Justo Juez de Occoruro | 3 | Deportivo Tik'ahuerta      | 0 | Mun. S. Salvador  | Grab |
| 2     | 06/07/2025 | 15:00 | Deportivo Qquehuar         | 0 | Unión Social Pacopata      | 0 | Tupac Amaru       | Grab |
| 3     | 10/07/2025 | 15:00 | Unión Social Pacopata      | 1 | Sr. Justo Juez de Occoruro | 0 | Mun. Espinar      |      |
| 3     | 10/07/2025 | 14:00 | Deportivo Tik'ahuerta      | 0 | Deportivo Qquehuar         | 1 | Leoncio Cholo Paz |      |
| 4     | 13/07/2025 | 15:00 | Sr. Justo Juez de Occoruro | 1 | Deportivo Qquehuar         | 0 | Tomas E. Payne    |      |
| 4     | 13/07/2025 | 15:00 | Deportivo Tik'ahuerta      | 0 | Unión Social Pacopata      | 1 | Leoncio Cholo Paz |      |
| 5     | 17/07/2025 | 15:00 | Deportivo Tik'ahuerta      | 1 | Sr. Justo Juez de Occoruro | 9 | Leoncio Cholo Paz |      |
| 5     | 17/07/2025 | 14:00 | Unión Social Pacopata      | 2 | Deportivo Qquehuar         | 0 | Mun. Pallpata     |      |
| 6     | 20/07/2025 | 15:00 | Sr. Justo Juez de Occoruro | 3 | Unión Social Pacopata      | 2 | Mun. San Salvador |      |
| 6     | 20/07/2025 | 15:00 | Deportivo Qquehuar         | 2 | Deportivo Tik'ahuerta      | 1 | Tupac Amaru       |      |

#### Tabla de posiciones SUBGRUPO A - 1
| Pos. | Equipo                     | Pts. | PJ | PG | PE | PP | GF | GC | Dif. |
| ---- | -------------------------- | ---- | -- | -- | -- | -- | -- | -- | ---- |
| 1.º  | Sr. Justo Juez de Occoruro | 15   | 6  | 5  | 0  | 1  | 18 | 5  | 13   |
| 2.º  | Unión Social Pacopata      | 13   | 6  | 4  | 1  | 1  | 7  | 3  | 4    |
| 3.º  | Deportivo Qquehuar         | 7    | 6  | 2  | 1  | 3  | 4  | 6  | −2   |
| 4.º  | Deportivo Tik'ahuerta      | 0    | 6  | 0  | 0  | 6  | 2  | 17 | −15  |

|  | Clasifica a cuartos de final. |

### Grupo A - Subgrupo 2
| Fecha | Día        | Hora  | Equipo 1                 |   | Equipo 2                 |   | Estadio           | Obs  |
| ----- | ---------- | ----- | ------------------------ | - | ------------------------ | - | ----------------- | ---- |
| 1     | 29/06/2025 | 14:00 | Social Deportivo Patria  | 0 | Nvo. Amanecer de Pfuyani | 1 | Mun. Kcosñipata   |      |
| 1     | 29/06/2025 | 15:00 | Social Santa Ana         | 1 | FBC Rio Blanco Sauceda   | 1 | Francisco Tamayo  |      |
| 2     | 06/07/2025 | 13:00 | Nvo. Amanecer de Pfuyani | 2 | FBC Rio Blanco Sauceda   | 0 | Condebamba        | Grab |
| 2     | 06/07/2025 | 14:00 | Social Deportivo Patria  | 2 | Social Santa Ana         | 2 | Mun. Kcosñipata   |      |
| 3     | 10/07/2025 | 15:00 | Social Santa Ana         | 1 | Nvo. Amanecer de Pfuyani | 0 | Francisco Tamayo  |      |
| 3     | 09/07/2025 | 15:00 | FBC Rio Blanco Sauceda   | 1 | Social Deportivo Patria  | 2 | Mun. Limatambo    |      |
| 4     | 13/07/2025 | 13:00 | Nvo. Amanecer de Pfuyani | 4 | Social Deportivo Patria  | 2 | Mun. Ccolquemarca |      |
| 4     | 13/07/2025 | 15:00 | FBC Rio Blanco Sauceda   | 0 | Social Santa Ana         | 1 | Mun. Limatambo    |      |
| 5     | 16/07/2025 | 13:00 | FBC Rio Blanco Sauceda   | 0 | Nvo. Amanecer de Pfuyani | 2 | Mun. Limatambo    |      |
| 5     | 16/07/2025 | 15:00 | Social Santa Ana         | 2 | Social Deportivo Patria  | 0 | Francisco Tamayo  |      |
| 6     | 20/07/2025 | 14:30 | Nvo. Amanecer de Pfuyani | 4 | Social Santa Ana         | 1 | Mun. Santo Tomas  |      |
| 6     | 20/07/2025 | 14:00 | Social Deportivo Patria  | 3 | FBC Rio Blanco Sauceda   | 1 | Mun. Kcosñipata   |      |

#### Tabla de posiciones SUBGRUPO A - 2
| Pos. | Equipo                   | Pts. | PJ | PG | PE | PP | GF | GC | Dif. |
| ---- | ------------------------ | ---- | -- | -- | -- | -- | -- | -- | ---- |
| 1.º  | Nvo. Amanecer de Pfuyani | 15   | 6  | 5  | 0  | 1  | 13 | 4  | 9    |
| 2.º  | Social Santa Ana         | 11   | 6  | 3  | 2  | 1  | 8  | 7  | 1    |
| 3.º  | Social Deportivo Patria  | 7    | 6  | 2  | 1  | 3  | 8  | 11 | −3   |
| 4.º  | FBC Rio Blanco Sauceda   | 1    | 6  | 0  | 1  | 5  | 3  | 10 | −7   |

|  | Clasifica a cuartos de final. |

### Grupo A - Subgrupo 3
| Fecha | Día        | Hora  | Equipo 1                |   | Equipo 2                |   | Estadio           | Obs  |
| ----- | ---------- | ----- | ----------------------- | - | ----------------------- | - | ----------------- | ---- |
| 1     | 28/06/2025 | 14:00 | CA Universidad Andina   | 2 | Universitario Junior    | 2 | Cajonahuaylla     |      |
| 1     | 29/06/2025 | 15:00 | Dep. At. Palma Real     | 3 | Dep. Cult. Wiñay Llaqta | 1 | Mun. Quillabamba  | Grab |
| 2     | 06/07/2025 | 15:00 | Universitario Junior    | 3 | Dep. Cult. Wiñay Llaqta | 1 | Mun. Cusipata     | Grab |
| 2     | 06/07/2025 | 13:30 | Dep. At. Palma Real     | 3 | CA Universidad Andina   | 2 | Mun. Quillabamba  | Grab |
| 3     | 09/07/2025 | 15:00 | Universitario Junior    | 1 | Dep. At. Palma Real     | 2 |                   |      |
| 3     | 09/07/2025 | 13:00 | Dep. Cult. Wiñay Llaqta | 1 | CA Universidad Andina   | 1 | Mun. Kunturkanki  |      |
| 4     | 13/07/2025 | 15:00 | Universitario Junior    | 2 | CA Universidad Andina   | 2 | Mun. Cusipata     |      |
| 4     | 12/07/2025 | 15:00 | Dep. Cult. Wiñay Llaqta | 2 | Dep. At. Palma Real     | 0 | Mun. Kunturkanki  | Grab |
| 5     | 16/07/2025 | 15:00 | Dep. Cult. Wiñay Llaqta | 1 | Universitario Junior    | 1 | Mun. Kunturkanki  |      |
| 5     | 16/07/2025 | 13:00 | CA Universidad Andina   | 0 | Dep. At. Palma Real     | 3 | Cajonahuaylla     |      |
| 6     | 20/07/2025 | 14:00 | Dep. At. Palma Real     | 3 | Universitario Junior    | 2 | Mun. Santa Ana    |      |
| 6     | 20/07/2025 | 14:00 | CA Universidad Andina   | 4 | Dep. Cult. Wiñay Llaqta | 2 | Mun. San Jerónimo |      |

#### Tabla de posiciones SUBGRUPO A - 3
| Pos. | Equipo                  | Pts. | PJ | PG | PE | PP | GF | GC | Dif. |
| ---- | ----------------------- | ---- | -- | -- | -- | -- | -- | -- | ---- |
| 1.º  | Dep. At. Palma Real     | 15   | 6  | 5  | 0  | 1  | 13 | 7  | 6    |
| 2.º  | Universitario Junior    | 6    | 6  | 1  | 3  | 2  | 10 | 10 | 0    |
| 3.º  | CA Universidad Andina   | 6    | 6  | 1  | 3  | 2  | 11 | 13 | −2   |
| 4.º  | Dep. Cult. Wiñay Llaqta | 5    | 6  | 1  | 2  | 3  | 8  | 12 | −4   |

|  | Clasifica a cuartos de final. |

#### Tabla de posiciones SUBGRUPO A - 4 (MEJOR SEGUNDO)
| Pos. | Equipo                | Pts. | PJ | PG | PE | PP | GF | GC | Dif. |
| ---- | --------------------- | ---- | -- | -- | -- | -- | -- | -- | ---- |
| 1.º  | Unión Social Pacopata | 13   | 6  | 4  | 1  | 1  | 7  | 3  | 4    |
| 2.º  | Social Santa Ana      | 11   | 6  | 3  | 2  | 1  | 8  | 7  | 1    |
| 3.º  | Universitario Junior  | 6    | 6  | 1  | 3  | 2  | 10 | 10 | 0    |

|  | Clasifica a cuartos de final. |

### Grupo B - Subgrupo 5
| Fecha | Día        | Hora  | Equipo 1                    |   | Equipo 2                    |   | Estadio           | Obs  |
| ----- | ---------- | ----- | --------------------------- | - | --------------------------- | - | ----------------- | ---- |
| 1     | 29/06/2025 | 12:30 | Dep. Municipal de Megantoni | 3 | DSC Lider Ollanta           | 3 | Mun. Quillabamba  | Grab |
| 1     | 29/06/2025 | 15:00 | Dep. Audaces Jhunior        | 4 | Dep. Racing Ccayocca        | 0 | Alberto Diaz      | Inf  |
| 2     | 06/07/2025 | 15:00 | DSC Lider Ollanta           | 2 | Dep. Audaces Jhunior        | 1 | Nogalpampa        | Grab |
| 2     | 06/07/2025 | 15:00 | Dep. Racing Ccayocca        | 0 | Dep. Municipal de Megantoni | 3 | M. Pomacanchi     | Grab |
| 3     | 09/07/2025 | 15:00 | DSC Lider Ollanta           | 3 | Dep. Racing Ccayocca        | 0 | Hortencia Lorena  |      |
| 3     | 09/07/2025 | 15:00 | Dep. Municipal de Megantoni | 4 | Dep. Audaces Jhunior        | 0 | Prov. Quillabamba |      |
| 4     | 13/07/2025 | 15:00 | DSC Lider Ollanta           | 0 | Dep. Municipal de Megantoni | 0 | Hortencia Lorena  | Grab |
| 4     | 13/07/2025 | 14:00 | Dep. Racing Ccayocca        | 1 | Dep. Audaces Jhunior        | 3 | M. Pomacanchi     |      |
| 5     | 17/07/2025 | 15:00 | Dep. Audaces Jhunior        | 1 | DSC Lider Ollanta           | 2 | Alberto Diaz      |      |
| 5     | 17/07/2025 | 13:30 | Dep. Municipal de Megantoni | 8 | Dep. Racing Ccayocca        | 0 | Mun. Santa Ana    |      |
| 6     | 20/07/2025 | 14:00 | Dep. Racing Ccayocca        | 0 | DSC Lider Ollanta           | 3 | M. Pomacanchi     |      |
| 6     | 20/07/2025 | 15:00 | Dep. Audaces Jhunior        | 1 | Dep. Municipal de Megantoni | 1 | Alberto Díaz      |      |

Por Reclamo: Dep. Racing Ccayocca 0 Dep. Municipal de Megantoni 3 (Inicialmente habían empatado 3-3)

#### Tabla de posiciones SUBGRUPO B - 5
| Pos. | Equipo                      | Pts. | PJ | PG | PE | PP | GF | GC | Dif. |
| ---- | --------------------------- | ---- | -- | -- | -- | -- | -- | -- | ---- |
| 1.º  | DSC Lider Ollanta           | 14   | 6  | 4  | 2  | 0  | 13 | 5  | 8    |
| 2.º  | Dep. Municipal de Megantoni | 12   | 6  | 3  | 3  | 0  | 19 | 4  | 15   |
| 3.º  | Dep. Audaces Jhunior        | 7    | 6  | 2  | 1  | 3  | 10 | 10 | 0    |
| 4.º  | Dep. Racing Ccayocca        | 0    | 6  | 0  | 0  | 6  | 1  | 24 | −23  |

|  | Clasifica a cuartos de final. |

### Grupo B - Subgrupo 6
| Fecha | Día        | Hora  | Equipo 1             |   | Equipo 2             |   | Estadio          | Obs  |
| ----- | ---------- | ----- | -------------------- | - | -------------------- | - | ---------------- | ---- |
| 1     | 29/06/2025 | 15:00 | Dep. Real Pachatusan | 3 | Dep. Vinicunca FC    | 1 | Mun. Huasao      |      |
| 1     | 29/06/2025 | 15:00 | C.I. Sport Liberales | 2 | Chilloroya           | 0 | Mun. S. Jeronimo | Grab |
| 2     | 06/07/2025 | 14:00 | Chilloroya           | 0 | Dep. Vinicunca FC    | 2 | Mun. Velille     | Grab |
| 2     | 06/07/2025 | 15:00 | C.I. Sport Liberales | 4 | Dep. Real Pachatusan | 0 | Mun. S. Jeronimo |      |
| 3     | 10/07/2025 | 15:00 | Dep. Vinicunca FC    | 1 | C.I. Sport Liberales | 1 | Tupac Amaru      |      |
| 3     | 09/07/2025 | 15:00 | Dep. Real Pachatusan | 1 | Chilloroya           | 4 | Mun. Huasao      |      |
| 4     | 13/07/2025 | 15:00 | Dep. Vinicunca FC    | 5 | Dep. Real Pachatusan | 2 | Tupac Amaru      | Grab |
| 4     | 13/07/2025 | 14:00 | Chilloroya           | 2 | C.I. Sport Liberales | 1 | Mun. Velille     |      |
| 5     | 17/07/2025 | 15:00 | Dep. Vinicunca FC    | 2 | Chilloroya           | 1 | Tupac Amaru      |      |
| 5     | 16/07/2025 | 15:00 | Dep. Real Pachatusan | 0 | C.I. Sport Liberales | 3 | Mun. Huasao      |      |
| 6     | 20/07/2025 | 12:00 | C.I. Sport Liberales | 2 | Dep. Vinicunca FC    | 4 | Col. Garcilaso   |      |
| 6     | 20/07/2025 | 14:00 | Chilloroya           | 3 | Dep. Real Pachatusan | 0 | Mun. Velille     |      |

#### Tabla de posiciones SUBGRUPO B - 6
| Pos. | Equipo               | Pts. | PJ | PG | PE | PP | GF | GC | Dif. |
| ---- | -------------------- | ---- | -- | -- | -- | -- | -- | -- | ---- |
| 1.º  | Dep. Vinicunca FC    | 13   | 6  | 4  | 1  | 1  | 15 | 9  | 6    |
| 2.º  | C.I. Sport Liberales | 10   | 6  | 3  | 1  | 2  | 13 | 7  | 6    |
| 3.º  | Chilloroya           | 9    | 6  | 3  | 0  | 3  | 10 | 8  | 2    |
| 4.º  | Dep. Real Pachatusan | 3    | 6  | 1  | 0  | 5  | 6  | 20 | −14  |

|  | Clasifica a cuartos de final. |

### Grupo B - Subgrupo 7
| Fecha | Día        | Hora  | Equipo 1                 |   | Equipo 2                 |   | Estadio          | Obs  |
| ----- | ---------- | ----- | ------------------------ | - | ------------------------ | - | ---------------- | ---- |
| 1     | 29/06/2025 | 15:00 | Unión Porvenir Coya      | 1 | Juv. Estrellas Chila     | 1 | Tomas E. Payne   | Grab |
| 1     | 29/06/2025 | 15:00 | Dep. Juventus Quiquijana | 1 | Municipal de Challabamba | 2 | Mun. Quiquijana  |      |
| 2     | 06/07/2025 | 15:00 | Juv. Estrellas Chila     | 0 | Municipal de Challabamba | 2 | Mun. Espinar     | Grab |
| 2     | 06/07/2025 | 15:00 | Dep. Juventus Quiquijana | 2 | Unión Porvenir Coya      | 3 | Mun. Quiquijana  | Grab |
| 3     | 09/07/2025 | 15:00 | Juv. Estrellas Chila     | 5 | Dep. Juventus Quiquijana | 2 | Mun. Espinar     |      |
| 3     | 09/07/2025 | 13:00 | Municipal de Challabamba | 0 | Unión Porvenir Coya      | 1 | Mun. Challabamba |      |
| 4     | 13/07/2025 | 15:00 | Juv. Estrellas Chila     | 4 | Unión Porvenir Coya      | 0 | Mun. Espinar     | Grab |
| 4     | 13/07/2025 | 13:00 | Municipal de Challabamba | 3 | Dep. Juventus Quiquijana | 1 | Mun. Llaycho     |      |
| 5     | 16/07/2025 | 13:00 | Municipal de Challabamba | 2 | Juv. Estrellas Chila     | 1 | Mun. Llaycho     |      |
| 5     | 16/07/2025 | 15:00 | Unión Porvenir Coya      | 3 | Dep. Juventus Quiquijana | 2 | Tomas E. Payne   |      |
| 6     | 20/07/2025 | 15:00 | Dep. Juventus Quiquijana | 3 | Juv. Estrellas Chila     | 2 | Mun. Quiquijana  |      |
| 6     | 19/07/25   | 15:00 | Unión Porvenir Coya      | 0 | Municipal de Challabamba | 1 | Tomas E. Payne   |      |

#### Tabla de posiciones SUBGRUPO B - 7
| Pos. | Equipo                   | Pts. | PJ | PG | PE | PP | GF | GC | Dif. |
| ---- | ------------------------ | ---- | -- | -- | -- | -- | -- | -- | ---- |
| 1.º  | Municipal de Challabamba | 15   | 6  | 5  | 0  | 1  | 11 | 3  | 8    |
| 2.º  | Unión Porvenir Coya      | 10   | 6  | 3  | 1  | 2  | 7  | 11 | −4   |
| 3.º  | Juv. Estrellas Chila     | 7    | 6  | 2  | 1  | 3  | 13 | 10 | 3    |
| 4.º  | Dep. Juventus Quiquijana | 3    | 6  | 1  | 0  | 5  | 11 | 18 | −7   |

|  | Clasifica a cuartos de final. |

#### Tabla de posiciones SUBGRUPO B - 8 (MEJOR SEGUNDO - GRUPO B)
| Pos. | Equipo                      | Pts. | PJ | PG | PE | PP | GF | GC | Dif. |
| ---- | --------------------------- | ---- | -- | -- | -- | -- | -- | -- | ---- |
| 1.º  | Dep. Municipal de Megantoni | 12   | 6  | 3  | 3  | 0  | 19 | 4  | 15   |
| 2.º  | C.I. Sport Liberales        | 10   | 6  | 3  | 1  | 2  | 13 | 7  | 6    |
| 3.º  | Unión Porvenir Coya         | 10   | 6  | 3  | 1  | 2  | 7  | 11 | −4   |

|  | Clasifica a cuartos de final. |

### Tabla de Posiciones General
| Pos. | Equipo                      | Pts. | PJ | PG | PE | PP | GF | GC | Dif. |
| ---- | --------------------------- | ---- | -- | -- | -- | -- | -- | -- | ---- |
| 1.º  | Sr. Justo Juez de Occoruro  | 15   | 6  | 5  | 0  | 1  | 18 | 5  | 13   |
| 2.º  | Nvo. Amanecer de Pfuyani    | 15   | 6  | 5  | 0  | 1  | 13 | 4  | 9    |
| 3.º  | Municipal de Challabamba    | 15   | 6  | 5  | 0  | 1  | 11 | 3  | 8    |
| 4.º  | Dep. At. Palma Real         | 15   | 6  | 5  | 0  | 1  | 13 | 7  | 6    |
| 5.º  | DSC Lider Ollanta           | 14   | 6  | 4  | 2  | 0  | 13 | 5  | 8    |
| 6.º  | Dep. Vinicunca FC           | 13   | 6  | 4  | 1  | 1  | 15 | 9  | 6    |
| 7.º  | Unión Social Pacopata       | 13   | 6  | 4  | 1  | 1  | 7  | 3  | 4    |
| 8.º  | Dep. Municipal de Megantoni | 12   | 6  | 3  | 3  | 0  | 19 | 4  | 15   |
| 9.º  | Social Santa Ana            | 11   | 6  | 3  | 2  | 1  | 8  | 7  | 1    |
| 10.º | C.I. Sport Liberales        | 10   | 6  | 3  | 1  | 2  | 13 | 7  | 6    |
| 11.º | Unión Porvenir Coya         | 10   | 6  | 3  | 1  | 2  | 7  | 11 | −4   |
| 12.º | Chilloroya                  | 9    | 6  | 3  | 0  | 3  | 10 | 8  | 2    |
| 13.º | Juv. Estrellas Chila        | 7    | 6  | 2  | 1  | 3  | 13 | 10 | 3    |
| 14.º | Dep. Audaces Jhunior        | 7    | 6  | 2  | 1  | 3  | 10 | 10 | 0    |
| 15.º | Deportivo Qquehuar          | 7    | 6  | 2  | 1  | 3  | 4  | 6  | −2   |
| 16.º | Social Deportivo Patria     | 7    | 6  | 2  | 1  | 3  | 8  | 11 | −3   |
| 17.º | Universitario Junior        | 6    | 6  | 1  | 3  | 2  | 10 | 10 | 0    |
| 18.º | CA Universidad Andina       | 6    | 6  | 1  | 3  | 2  | 11 | 13 | −2   |
| 19.º | Dep. Cult. Wiñay Llaqta     | 5    | 6  | 1  | 2  | 3  | 8  | 12 | −4   |
| 20.º | Dep. Juventus Quiquijana    | 3    | 6  | 1  | 0  | 5  | 11 | 18 | −7   |
| 21.º | Dep. Real Pachatusan        | 3    | 6  | 1  | 0  | 5  | 6  | 20 | −14  |
| 22.º | FBC Rio Blanco Sauceda      | 1    | 6  | 0  | 1  | 5  | 3  | 10 | −7   |
| 23.º | Deportivo Tik'ahuerta       | 0    | 6  | 0  | 0  | 6  | 2  | 17 | −15  |
| 24.º | Dep. Racing Ccayocca        | 0    | 6  | 0  | 0  | 6  | 1  | 24 | −23  |

### Desempeño por Provincia
| Pos. | Equipo        | Pts. | PJ | PG | PE | PP | GF | GC | Dif. |
| ---- | ------------- | ---- | -- | -- | -- | -- | -- | -- | ---- |
| 1.º  | La Convención | 27   | 12 | 8  | 3  | 1  | 32 | 11 | 21   |
| 2.º  | Calca         | 25   | 12 | 8  | 1  | 3  | 25 | 16 | 9    |
| 3.º  | Urubamba      | 25   | 12 | 7  | 4  | 1  | 21 | 12 | 9    |
| 4.º  | Chumbivilcas  | 24   | 12 | 8  | 0  | 4  | 23 | 12 | 11   |
| 5.º  | Paucartambo   | 22   | 12 | 7  | 1  | 4  | 19 | 14 | 5    |
| 6.º  | Espinar       | 20   | 12 | 6  | 2  | 4  | 20 | 13 | 7    |
| 7.º  | Canchis       | 20   | 12 | 6  | 2  | 4  | 19 | 15 | 4    |
| 8.º  | Cusco         | 16   | 12 | 4  | 4  | 4  | 24 | 20 | 4    |
| 9.º  | Quispicanchis | 12   | 18 | 3  | 3  | 12 | 27 | 48 | −21  |
| 10.º | Anta          | 8    | 12 | 2  | 2  | 8  | 13 | 20 | −7   |
| 11.º | Canas         | 5    | 6  | 1  | 2  | 3  | 8  | 12 | −4   |
| 12.º | Paruro        | 0    | 6  | 0  | 0  | 6  | 2  | 17 | −15  |
| 13.º | Acomayo       | 0    | 6  | 0  | 0  | 6  | 1  | 24 | −23  |

## Segunda etapa - cuartos de final
Partidos de Ida
| Fecha    | Hora  | Equipo 1                 |   | Equipo 2                    |   | Estadio             | Obs. |
| -------- | ----- | ------------------------ | - | --------------------------- | - | ------------------- | ---- |
| 27/07/25 | 14:00 | Nvo. Amanecer de Pfuyani | 2 | Sr. Justo Juez de Occoruro  | 0 | Mun. Santo Tomas    |      |
| 29/07/25 | 13:00 | Dep. At. Palma Real      | 1 | Unión Social Pacopata       | 0 | Mun.Quillabamba     |      |
| 27/07/25 | 15:00 | Dep. Vinicunca FC        | 2 | DSC Lider Ollanta           | 2 | Tupac Amaru         |      |
| 26/07/25 | 13:00 | Municipal de Challabamba | 1 | Dep. Municipal de Megantoni | 1 | Llaycho Paucartambo |      |

Partidos de Vuelta
| Fecha    | Hora  | Equipo 1                    |      | Equipo 2                 |      | Estadio          | Obs.        |
| -------- | ----- | --------------------------- | ---- | ------------------------ | ---- | ---------------- | ----------- |
| 03/08/25 | 09:30 | Sr. Justo Juez de Occoruro  | 2(3) | Nvo. Amanecer de Pfuyani | 0(1) | Tomás E. Payne   |             |
| 03/08/25 | 14:30 | Unión Social Pacopata       | 0    | Dep. At. Palma Real      | 3    | Mun. Espinar     | Por reclamo |
| 03/08/25 | 14:00 | DSC Lider Ollanta           | 0    | Dep. Vinicunca FC        | 1    | Hortensia Lorena |             |
| 02/08/25 | 13:00 | Dep. Municipal de Megantoni | 0    | Municipal de Challabamba | 2    | Mun. Quillabamba |             |

El partido culminó con un marcador de 2-1 a favor de Unión Social Pacopampa, lo que llevó a la definición por penales, donde nuevamente se impuso Unión Social Pacopampa por 4-3. Sin embargo, Palma Real, a través de su presidente Mario Farfán, presentó un reclamo formal ante la liga por la participación antirreglamentaria del jugador Antony Lezameta. El 11 de agosto, la Comisión de Justicia de la Liga Departamental de Fútbol del Cusco resolvió a favor del reclamo, declarando ganador al Deportivo Atlético Palma Real con un marcador de 3-0 

## Tercera etapa - Semifinal
Partidos de Ida
| Fecha    | Hora  | Equipo 1                   |   | Equipo 2            |   | Estadio             | Obs. |
| -------- | ----- | -------------------------- | - | ------------------- | - | ------------------- | ---- |
| 10/08/25 | 13:00 | Municipal de Challabamba   | 1 | Dep. Vinicunca FC   | 1 | Llaycho Paucartambo |      |
|          |       | Sr. Justo Juez de Occoruro |   | Dep. At. Palma Real |   | Tomás E. Payne      |      |

Partidos de Vuelta
| Fecha    | Hora  | Equipo 1              |      | Equipo 2                   |      | Estadio     | Obs. |
| -------- | ----- | --------------------- | ---- | -------------------------- | ---- | ----------- | ---- |
| 17/08/25 | 14:00 | Dep. Vinicunca FC     | 1(3) | Municipal de Challabamba   | 1(4) | Túpac Amaru |      |
|          |       | Unión Social Pacopata |      | Sr. Justo Juez de Occoruro |      |             |      |

## Cuarta etapa

### Tercer Lugar
| Fecha | Hora | Equipo 1         |  | Equipo 2          |  | Estadio | Obs. |
| ----- | ---- | ---------------- |  | ----------------- |  | ------- | ---- |
|       |      | Perdedor Grupo A |  | Dep. Vinicunca FC |  |         |      |

### Final
| Fecha | Hora | Equipo 1                 |  | Equipo 2        |  | Estadio | Obs. |
| ----- | ---- | ------------------------ |  | --------------- |  | ------- | ---- |
|       |      | Municipal de Challabamba |  | Ganador Grupo A |  |         |      |